# Problepsis aphylacta
Problepsis aphylacta là một loài bướm đêm trong họ Geometridae.